# Владимирський Лагер
Владимирський Лагер (рос. Владимирский Лагерь) — местечко в Струго-Красненському районі Псковської області Російської Федерації.
Населення становить 1575 осіб. Входить до складу муніципального утворення Струги Красні.

## Історія
Від 2015 року входить до складу муніципального утворення Струги Красні.

## Населення
| 2001 | 2011  | 2020  | 2021  |
| ---- | ----- | ----- | ----- |
| 2900 | ↘2700 | ↘1823 | ↘1575 |